# NAC Breda
A NAC Breda holland labdarúgóklub Bredában.
A klubot 1912. szeptember 19-én alapították két korábbi klub összevonásával. Elnevezése (NOAD ADVENDO Combinatie) is erre utal. A két korábbi klub elnevezése is rövidítés volt: NOAD: Nooit Opgeven Altijd Doorgaan és ADVENDO: Aangenaam Door Vermaak En Nuttig Door Ontspanning (A NAC Breda rövidítés teljes kibontása tehát így hangzik: Nooit opgeven altijd doorzetten Aangenaam door vermaak en nuttig door ontspanning Combinatie Breda)
A klub története két legnagyobb eredménye az 1921-ben megszerzett bajnoki cím és az 1973-ban elért kupagyőzelem.
A klub 1996-ban költözött át régi stadionjából, a Breda belvárosában lévő Aan de Beatrixstraat-ból. A vadonatúj, 16 400 ülőhelyes Rat Verlegh Stadion már nem a város központjában található, korábbi neve Fujifilm Stadion volt. A 2007-2008-as bajnokságban 15 699 fő volt az átlagos nézőszám.
2003 elején súlyos pénzügyi válságba került a klub, melyet Breda város önkormányzata azzal igyekezett megoldani, hogy megvásárolta a klubtól a stadiont (azóta a klub bérli a stadiont a várostól). A klub cserébe felvette a város nevét elnevezésébe, így lett a NAC-ból NAC Breda.
2003-ban indult a klub az UEFA-Kupában, de az első fordulóban kiesett az angol Newcastle Uniteddel szemben (0-5, 0-1).